# Polimex-Mostostal
Polimex Mostostal Spółka Akcyjna – polskie przedsiębiorstwo inżynieryjno-budowlane, generalny wykonawca w zakresie budownictwa przemysłowego.
Od 1997 spółka publiczna notowana na Giełdzie Papierów Wartościowych w Warszawie.

## Charakterystyka
Jest firmą inżynieryjno-budowlaną, prowadzi działalność od 1945. Przedsiębiorstwo realizuje specjalistyczne inwestycje w Polsce i za granicą dla branży energetycznej, petrochemicznej, gazowej oraz ochrony środowiska. Generalny wykonawca w zakresie budownictwa przemysłowego. Jest producentem i eksporterem wyrobów stalowych, krat pomostowych oraz zajmuje się cynkowaniem i malowaniem konstrukcji stalowych.
Polimex-Mostostal S.A. to największa firma inżynieryjno-budowlana z polskim kapitałem w Polsce. Jest notowana na Giełdzie Papierów Wartościowych w Warszawie (od 1997).

### Grupa Polimex-Mostostal
Grupa Kapitałowa Polimex Mostostal składa się ze spółek prawa handlowego zależnych i stowarzyszonych o profilach: produkcyjnym, handlowym i usługowym w sektorze energetycznym, nafta, chemia i gaz, budownictwo przemysłowe i produkcja.
W skład Grupy Kapitałowej Polimex Mostostal wchodziła spółka Polimex-Mostostal S.A. jako podmiot dominujący oraz spółki m.in. Polimex Energetyka Sp. z o.o., Naftoremont-Naftobudowa Sp. z o.o., Polimex Budownictwo Sp. z o.o., Polimex Infrastruktura Sp. z o.o., Mostostal Siedlce Sp. z o.o. Sp. k., Polimex Centrum Usług Wspólnych Sp. z o.o.

## Działalność
Firma była wykonawcą m.in.:
- przebudowy Stadionu Wojska Polskiego im. Marsz. Józefa Piłsudskiego w Warszawie
- rozbudowy istniejącego kompleksu termalno-basenowego w Uniejowie
- budowy bloku węglowego B11 na parametry nadkrytyczne o mocy 1075 MW w należącej do Enei, Elektrowni Kozienice w Kozienicach
- budowy nowego centrum przesiadkowego w Siedlcach
- przebudowy trybun wschodniej i zachodniej Stadionu Miejskiego im. Henryka Reymana w Krakowie
- budowy Stadionu Miejskiego w Siedlcach (w ramach ROSRRiT w Siedlcach) – etap I[4]
- gmachu Muzeum Historii Żydów Polskich w Warszawie[5]
- Parku Wodnego w Rudzie Śląskiej[6]
- przebudowy stadionu Piasta Gliwice[7]
- przebudowy stadionu Górnika Zabrze[8]
- budowy Centrum Innowacji i Zaawansowanych Technologii Politechniki Lubelskiej[9]
- budowy „pod klucz” terminala zbiornikowego o pojemności 185 000 m3 do magazynowania olejów mineralnych, olejów roślinnych i paliw płynnych w porcie Rotterdam
- budowy II etapu Wewnętrznej Obwodnicy miasta Siedlce[10]
- budowy Europejskiego Centrum Solidarności w Gdańsku[11]
- budowy Centrum Chopinowskiego w Warszawie
- budowy Galerii Legnickiej

Firma buduje bloki energetyczne w Elektrociepłowni Żerań i Elektrowni Opole.

## Pozostałe informacje
Polimex Mostostal S.A. był sponsorem klubu piłkarskiego MKP Pogoń Siedlce w latach 2008–2012.

## Nagrody
Polimex Mostostal S.A. otrzymał nagrodę Prezesa Zarządu Giełdy Papierów Wartościowych za najwyższą stopę zwrotu z akcji i tytuł „Spółka Godna Zaufania”, nadany przez Forbes Executive Forum i Polski Instytut Dyrektorów na podstawie oceny inwestorów indywidualnych.